# Trachylepis socotrana
Trachylepis socotrana es una especie de escincomorfos de la familia Scincidae.

## Distribución geográfica yhábitat
Es endémica de las islas Darsah, Samhah y Socotra (Yemen). Su rango altitudinal oscila entre 1 y 1300 m s. n. m..